# Mansourah (ort i Algeriet)
Mansourah är en ort i Algeriet.   Den ligger i provinsen Bordj Bou Arréridj, i den norra delen av landet, 150 km sydost om huvudstaden Alger. Mansourah ligger 667 meter över havet och antalet invånare är 22 117.
Terrängen runt Mansourah är lite bergig.Runt Mansourah är det ganska tätbefolkat, med 160 invånare per kvadratkilometer. Närmaste större samhälle är El Achir, 16,0 km öster om Mansourah. Omgivningarna runt Mansourah är i huvudsak ett öppet busklandskap.